# Parque de Diversões (filme)
Parque de Diversões é um filme experimental brasileiro de 2024, dirigido por Ricardo Alves Júnior e roteirizado por Germano Melo.

## Premissa
Figuras anônimas vagam pela cidade em busca de encontros furtivos, guiadas pelo desejo e pela expectativa do desconhecido. Quando uma delas decide atravessar os limites do parque fechado, adentrando suas trilhas e espaços abandonados, o local se transforma em um cenário de exploração e descoberta. Entre sombras e clareiras, o ambiente se redefine como um território onde corpos se encontram, impulsionados por pulsões incontroláveis, desafiando restrições e ressignificando o espaço urbano.

## Elenco
- Aisha Brunno
- Bramma Bremmer
- Igui Leal
- Will Soares

## Produção

### Concepção e desenvolvimento
O filme Parque de Diversões, distribuído pela Cajuína Audiovisual, explora o universo do cruising, termo que define encontros sexuais anônimos, consensuais e gratuitos realizados em espaços públicos. No longa, esse ambiente é representado por um parque urbano, onde a interação entre a vegetação tropical e os brinquedos cria uma atmosfera que mistura fantasia, ludicidade e desejo. A narrativa percorre temas como fetiche, prazer, voyeurismo e identidade, trazendo um olhar sobre os diferentes modos de ser e estar dos corpos.
Com classificação indicativa para maiores de 18 anos, a obra apresenta performances que questionam normas de gênero e identidade, abordando o sexo e suas múltiplas possibilidades sem tabus. Segundo o diretor Ricardo Alves Jr. e o roteirista Germano Melo, a concepção do filme está intrinsecamente ligada ao contexto sociopolítico do Brasil, marcado por forças conservadoras e políticas repressivas. Para eles, Parque de Diversões não se limita a uma expressão individual de desejo, mas também se posiciona como um manifesto artístico que reivindica liberdade cultural e coletiva.
O projeto surgiu durante as gravações de Tudo o que Você Podia Ser, filme anterior de Alves Jr., que também estreia no circuito comercial brasileiro em junho. Apesar de distintas em estética e narrativa, as duas produções dialogam entre si como um díptico, ampliando as representações e perspectivas sobre a experiência LGBTQIA+.

## Lançamento
Parque de Diversões teve sua estreia mundial na mostra competitiva internacional do Festival Internacional de Cinema de Marseille, na França, em 27 de junho de 2024. No Brasil, foi exibido pela primeira vez na 48ª Mostra Internacional de Cinema de São Paulo em 25 de outubro de 2024. Voltou a ser exibido na França pelo Paris Chéries Chéris Film Festival, em 20 de novembro de 2024. Em 25 de janeiro d e2025, o filme teve uma sesão de pré-estreia na 28ª Mostra de Cinema de Tiradentes, em Minas Gerais. Comercialmente, o filme foi lançado nos cinemas do Brasil em 30 de janeiro de 2025 pela Cajuína Audiovisual.

## Recepção

### Resposta da crítica
Parque de Diversões foi recebido com críticas positivas por parte da imprensa especializada que, em geral, elogiou a experimentação ousada do cineasta. Fabrício Duque, do Vertentes de Cinema, descreve Parque de Diversões como um filme quase sem diálogos, que busca representar a dinâmica do cruising e seus códigos de desejo. Ele compara os participantes a “vampiros” e “zumbis” que se alimentam da energia uns dos outros, em um jogo de olhares, toques e impulsos incontroláveis. Com o cair da noite, o espaço se torna um território de entrega total, onde seletividade dá lugar à necessidade fisiológica do prazer. A obra, com sua estética precisa e sensorial, personifica a invisibilidade desses desejos e transforma a experiência em uma expressão artística singular.
Vinícius Cristóvão, do Blog do Arcanjo, destaca que, ao contrário da abordagem poética e sensual de Elon Não Acredita na Morte, Ricardo Alves Jr. rompe com o cinema tradicional em Parque de Diversões, propondo uma experiência provocadora. Inserido na vanguarda do cinema mineiro contemporâneo, o filme desafia os limites da narrativa visual e simbólica. Sua força está justamente na recusa em pedir permissão para existir, confrontando o espectador e obrigando-o a encarar o que, por instinto, preferiria evitar.

### Prêmios e indicações
| Lista de prêmios e indicações                                | Lista de prêmios e indicações | Lista de prêmios e indicações           | Lista de prêmios e indicações | Lista de prêmios e indicações | Lista de prêmios e indicações |
| Premiação                                                    | Data da cerimônia             | Categoria                               | Indicação                     | Resultado                     | Ref.                          |
| ------------------------------------------------------------ | ----------------------------- | --------------------------------------- | ----------------------------- | ----------------------------- | ----------------------------- |
| FIDMarseille - Festival international de Cinema de Marseille | 30 de junho de 2024           | Melhor Filme (competição internacional) | Parque de Diversões           | Indicado                      | [ 1 ]                         |